# سرزمین بحرین
سرزمین بحرین (در میان عرب‌ها: عربستان شرقی) (جلفاوه) با نام تاریخی خطّ ناحیه‌ای تاریخی در امتداد سواحل غربی تا جنوبی خلیج فارس میان بصره و عمان در منطقهٔ نجد است. مرکز این ناحیه، هَجَر بوده که به این خاطر گاه به تمام آن هجر می‌گفتند که پس از قدرت گرفتن قرمطیان به احساء انتقال یافته است. این ناحیه در دوران کهن بخشی از قلمرو شاهنشاهی ساسانیان به‌شمار می‌آمده است. مرکز آن شهر پُنیات اردشیر یا در عربی «مدینة الخَطّ» (نام یونانی Magindanata در نقشه جهان بطلمیوس احتمالاً برگرفته از معادل آرامی همین عبارت باشد) عبارت عربی مذکور در اینجا به معنی «مرکز سرزمین بحرین» است. دمیتری میشین (۲۰۲۰) این شهر را همان زاره در نزدیکی شهر قطیف در عربستان سعودی می‌داند.
عربستان شرقی - قسمت شرقی شبه جزیره عربستان که تا قرن هجدهم بحرین (به عربی: البحرین) نامیده می‌شد. این منطقه از بصره، در امتداد خلیج فارس آغاز می‌شد و امروزه شامل کشورهای عراق (استان بصره)، کویت، عربستان سعودی (استان شرقی)، بحرین، قطر و امارات متحده عربی امروزی است و در شمال عمان خاتمه می‌یابد.

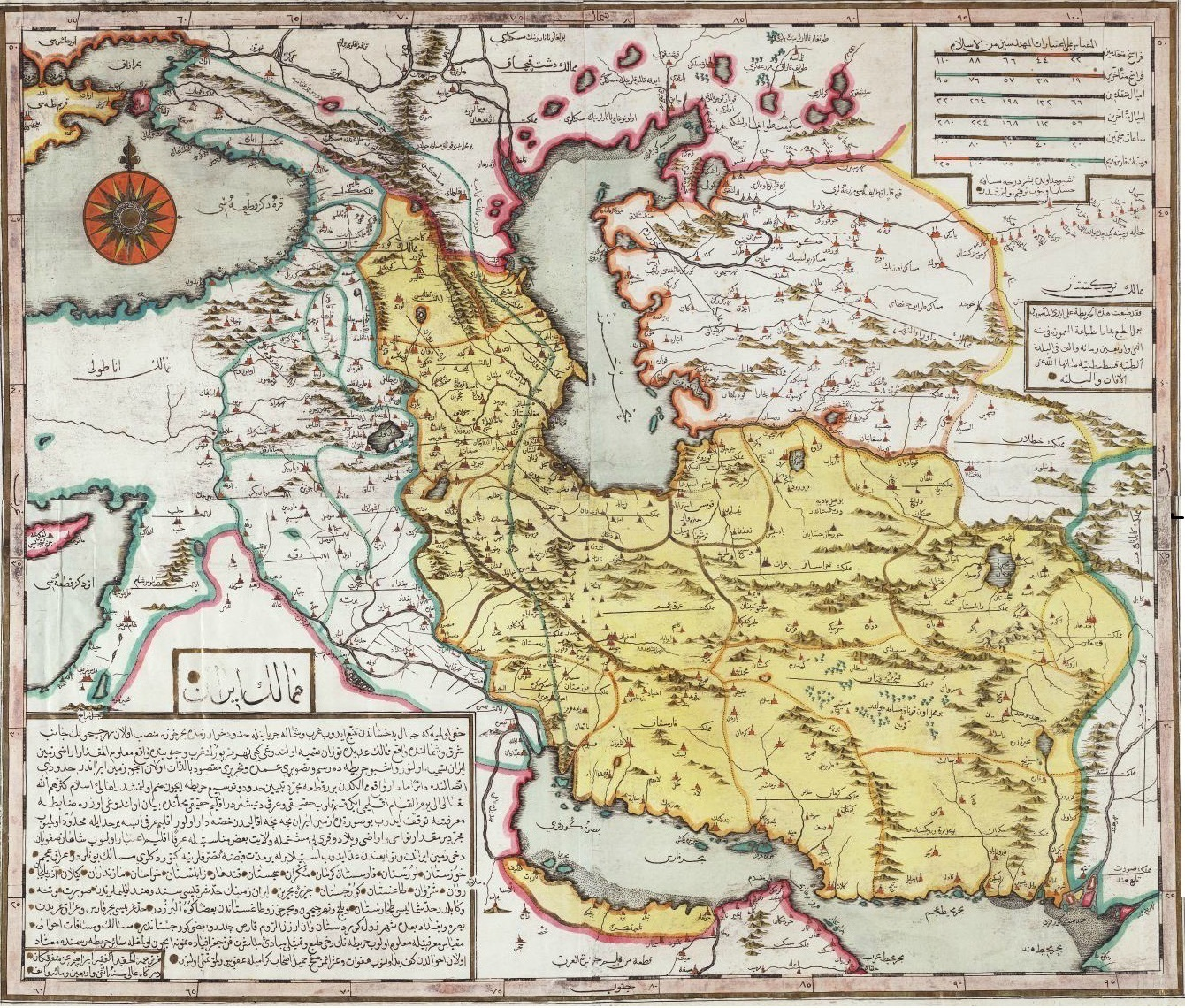
ناحیه بحرین به عنوان بخشی از ممالک ایران در نقشه‌ای از ابراهیم متفرقه.

ناحیه سرزمین تاریخی بحرین.